# Skarabeji
Skarabeji (znanstveno ime Scarabaeidae) so velika družina hroščev, v katero uvrščamo približno 28.000 danes znanih vrst, za katere je značilno, da imajo konice tipalnic oblikovane v podolgovate in ploščate lamele. Mednje sodijo številni splošno znani hrošči, kot so nekateri govnači (poddružina Scarabeinae oz. Coprinae), listni hrošči (Melolonthinae, vključno z najbolj znanim majskim hroščem) in vpadljivi nosorožci (Dynastinae).
Večina se prehranjuje z razpadajočimi organskimi snovmi, ličinke nekaterih vrst pa pod zemljo objedajo korenine in so lahko gospodarsko pomembni škodljivci. Širše znani so predstavniki govnačev, ki oblikujejo kroglice iz živalskih iztrebkov, jih odkotalijo do skrivališča in vanje izležejo jajčece, s čimer so pomemben element razgradnje organskih snovi. Kroglica je običajno večja od hrošča in Sizifov napor pri kotaljenju, včasih mnogo metrov stran od kupa iztrebkov, okrog ovir ali v breg, je navdihoval že stare Egipčane, za katere je skarabej simboliziral pot Sonca čez nebo in posredno cikel reinkarnacije. Znani so tudi izrazito barviti predstavniki, ki se kovinsko svetlikajo zaradi strukturne obarvanosti skeleta. Fizik Albert Abraham Michelson je pri osebku skarabeja vrste Chrysina (Plusiotis) resplendens odkril sploh prvi znani primer krožne polarizacije odbite svetlobe v naravi. Zaradi svoje velikosti so slavni tudi predstavniki afriškega rodu goljatov, predvsem istoimenski goljat (Goliathus goliatus), ki je eden največjih hroščev na svetu.
Skarabeji so se razvili v času bujne diverzifikacije žuželčjih družin v juri in so vse od takrat ena od dominantnih družin hroščev.